# Bysättning
Bysättning (av fsv. bysaetia, ursprungligen tyskt, egentligen samma ord som "bisätta"), var ett juridiskt exekutivt tvångsmedel, som innebar att en gäldenär, som inte fullgjort en betalningsskyldighet, berövades sin frihet tills han betalat skulden. Beslut om denna åtgärd fattades av domstol eller exekutiv myndighet. 
Bysättningen ansågs särskilt nödvändig i fråga om växelförbindelser. I och med upplysningens nya syn på juridiken och de mänskliga rättigheterna moderniserades exekutions- och konkurslagarna. Följden blev att bysättningsverksamheten upphörde.
Första steget till bysättningens avskaffande togs av Frankrike, som 1867 upphävde bysättningstvånget i civila mål och handelstvister. Detta efterföljdes av Nordtyska förbundet (1868), Österrike (samma år), Belgien (1871), Danmark (1872) samt Schweiz och Norge (båda 1874). Även i England – kanske det land, där bysättningstvånget varit allmännast använt – blev det i väsentlig mån inskränkt redan genom "Debtors' Act of 1869", varigenom föreskrevs, att bysättning i allmänhet fick äga rum endast för smärre fordringar och med avseende på dem inte för längre tid än sex veckor.
I Sverige omnämns bysättning redan i Bjärköarätten (från början 1300-talet). Enligt 1734 års lag och senare förordningar kunde bysättning för växlar och löpande skuldebrev äga rum, så snart gäldenär brustit i sin betalningsskyldighet, och då han vid utmätningsförsök funnits sakna tillgångar till betalning. Någon viss tid, utöver vilken gäldenären inte fick hållas bysatt, fanns inte stadgad. Genom kunglig förordning 1 maj 1868 blev emellertid bysättningens användande betydligt inskränkt. Enligt regeln fick den inte äga rum, förrän gäldenären efter utmätning funnits sakna fulla tillgångar till gäldande av skulden. Enligt denna förordning kunde gäldenären freda sig från bysättning genom ed, och betyga att han inte ägde annan tillgång än den som uppgetts. Bysättningen skulle då upphöra efter sex veckor. Följden av denna lagändring blev, att bysättningsfångarnas antal minskade från 361 till 29 på ett tiotal år. I den nya utsökningslagen, av 10 augusti 1877, förekom inte bysättningstvånget omnämnt, och från och med 1 januari 1879, då nämnda lag trädde i tillämpning, kom således bysättningen att helt försvinna ur den svenska lagstiftningen.
I Finland upphävdes bysättningstvånget 1895.